# Braya scharnhorstii
Espèce
Braya scharnhorstii est une espèce de plante à fleurs du genre Braya appartenant à la famille des Brassicaceae.